# Чикош-Горонда
Чикош-Горонда (укр. Чикош-Горонда, венг. Csikósgorond) — село в Береговской городской общине Береговского района Закарпатской области Украины.
Население по переписи 2001 года составляло 80 человек. Почтовый индекс — 90231. Телефонный код — 03141. Занимает площадь 2,8 км². Код КОАТУУ — 2120482803.
Название села происходит от венгерского слова «чиковш» — конский пастух. Не путать со словом «чикош», которое в переводе с венгерского обозначает «полосатый». Само слово «чиков» в переводе с венгерского — это жеребёнок. То есть в хуторе Чикош-Горонда (бытовое название Чикош, Чикошка) выращивали жеребят и здесь с самого начала его основания в основном располагались конюшни с породистыми лошадями, возивших в упряжи кареты графа Шенборна и его семью, а также в качестве верховых на довольно частых охотах по окрестностям вокруг его замка на Мукачевской горе Паланок.
Протяженность дороги до города Мукачево по современной асфальтированной трассе составляет 38 км, до районного центра города Берегово всего 17 км, но через полевые дороги это расстояние уменьшается почти наполовину. Однако эти дороги становятся непроходимыми в дождливую погоду и лабиринты их по бескрайним полям, пронизанным дренажными каналами, ночью могут так запутать путешественника, что он скорее выйдет в другом районе, чем доберется до ближайшего населённого пункта.

## История
Поселение Чикош-Горонда основано в начале XIX столетия на территории большой болотистой местности, называемого Чёрный Мочар (в переводе с венгерского Чёрное Болото), как хутор, вместе с соседним – Нярош-Горонда, исчезнувшим как населённый пункт в начале 70-х годов XX столетия. Оба хутора принадлежали графу Шенборну и служили местом выращивания поголовья крупного рогатого скота, породистых лошадей, свиней, овец и птицы, а также использовались в качестве охотничьих угодий самого графа и его свиты, так как местные леса и заливные поля, а также болотистая местность были отличными условиями для гнездования диких гусей, уток, фазанов, куропаток, прочей птицы, а также прекрасным расплодником дикого кабана, косули, зайцев, лис, которые до сих пор водятся в дикой природе малопосещаемого людьми и облюбованного дикими животными края.
Асфальтированная дорога к хутору Чикош-Горонда начинается с поворота между селом Гать и селом Гут (Гараздовка), перед началом леса по левой стороне, если ехать со стороны Мукачево на Берегово. Дорога, ведущая в горизонт, так как с трассы не видно ни одного дома через изгиб на половине этой дороги. Хутор начинается сразу же за железобетонным мостом через большой рукотворный канал, соединяющий мелиоративные каналы всей территории Чёрного Мочара угодий, созданные ещё во времена нахождения этой территории в составе Чехословакии, и впадающий в реку Мирце, несущую свои воды в реку Чёрная Вода. Чёрная Вода впадает в реку Боржаву, Боржава в Тису, а Тиса в Дунай, который имеет выход на Чёрное море, поэтому бытует поверье, что от Чикошки до Чёрного моря рукой подать.
В саду, заложенном в те годы, была расположена охотничья резиденция графа Шенборна. Это длинное многокомнатное здание с большой бетонированной верандой с высоким парапетом и колоннами по всей длине, двумя выходами, просторным уличным туалетом, с большими просторными залами в центре здания, красивыми кафельными печами, большими окнами и двойными высокими дверями, вымощенной к нему каменной дорогой, сегодня засыпанной щебёнкой, с большим колодцем, огороженным высоким сетчатым забором, красивыми статуями и кустами сирени и жасмина, а также другими диковинными в те времена растениями и цветами, которые до сих пор ещё встречаются в запущенном фруктовом саду, напоминая о былом.
Здесь, в саманных и кирпичных домах барачного типа, проживали крестьяне и сезонные рабочие из близлежащих сел, а также с горных сел Межгорья, которые со временем оседали в этом хуторе и строили собственные дома. Они занимались земледелием и скотоводством, выпасая несколько сотен голов ВРХ на больших пастбищах, ухаживая за лошадьми и их поголовьем, строя для них большие загоны и фермы, подсобные помещения, склады и хранилища для выращенного зерна, люцерны, кукурузы, тимофеевки, подсолнуха и прочих культур, пригодных в корм скоту.
Два из тех домов существуют до сих пор в селе Чикош-Горонда, один из которых является интересным архитектурным объектом чехословацкой социальной инфраструктуры. Это пять соединённых между собой под углом каменно-саманных домов, каждый на две семьи, в котором до сих пор живут люди — наследники тех крестьян и животноводов, конюхов, кучеров, которые жили там с основания населённого пункта. Второй дом сделан из камня и кирпича в таком же стиле, однако соединёнными между собой помещениями по прямой линии, в котором также предусмотрено проживание 8 семей с отдельными выходами на две стороны дома. В 1900 году на этих двух хуторах проживало 357 крестьян, затем численность населения начала уменьшаться. Некоторые люди уезжали в город, некоторые умирали, рождаемость была невысокой, но протяженность жизни в этом экологически чистом уголке была выше 80 лет и среди местного населения до сих пор есть долгожители.
Для жителей хуторов Чикош-Горонда и Нярош-Горонда в середине 40-х годов XX столетия была построена школа-восьмилетка, где так же была основана местная библиотека, основан в бывшей резиденции Шенборнов детский сад, контора. Недалеко от них, в саманном здании напротив гаражей автотехники были основаны клуб, медпункт, магазин, построена большая водонапорная башня, снабжавшая артезианской водой колонки в каждой улице хутора. Между кирпичным домом на 8 семей и школой ещё с времен Шенборна находились настоящая кузница с ручной ковкой, а позже к ним были обустроены склад запасных частей, построены гаражи для сельхозтехники и автомобилей, а также создана большая открытая стоянка для сельскохозяйственного инвентаря и техники, склад минеральных удобрений. Напротив кузницы также был расположен большой длинный саманно-каменный дом на 10—12 семей, с печами в каждом коридоре на общих входах на 2 семьи, но его снесли ещё в начале 70-х XX столетия. И перпендикулярно этому дому была расположена главная ферма с зоотехническим манежем, с большим каменным колодцем, с которого подавалась вода в автопоилки для животных, весами и расположенным под крышей всего здания большим складом для хранения зерновых. За каменным зданием фермы, с таким же расположенным под её крышей складом для зерновых культур, которое сбереглось до сегодняшнего дня, между ней и старым, давно разобранным саманным домом также на 8 или 10 семей, была построена большая силосная башня. Башня, состоявшая из четырёх башен, объединённых между собой окошками в середине, остатки которой ещё до сих пор сбереглись, но уже основательно растащены по кирпичам.
Дорога к хутору в годы правления графа Шенборна была вымощена по болотистой местности работниками этого хозяйства. Люди на конных возах перевозили тонны камня с карьера и выстилали 3 км дороги до большой дороги между Мукачево и Берегово. А со временем эта дорога была покрыта асфальтным покрытием, сберегшимся до сегодняшнего времени. По данным референдума 1921 года поселение насчитывало 7 жилых домов, каждый из которых был на 10—12 семей.
В 1928 году семя Шенборнов продала свои угодья Акционерному Обществу «Латорца». В советское время в соседнем селе Гать, к сельсовету которого принадлежит Чикош-Горонда, был создан племенной завод «Закарпатский», составляющие которого базировались в Чикош-Горонде и на фермах «Нярошки» (бытового названия хутора Нярош-Горонда). Затем фермы и земельные угодья были переданы в Закарпатскую областную племенную станцию и стали филиалом этой станции, контора которой находится в городе Мукачево. Племенной скот, выращенный местными скотоводами и конюхами, неоднократно занимал призовые места в выставках и на конкурсах, принося славу Чикошке. Дипломы и грамоты с призовыми местами, полученные местными скотоводами на ВДНХ в столице СССР городе Москве, куда регулярно вывозили племенных лошадей и быков-производителей, овец-мериносов для показа достижений в селекции, украшали стены конторы правления много лет.
В начале 70-х была проведена замена мелиоративной инфраструктуры Чёрного Мочара, созданной ещё при правительстве Чехословакии, на более современную дренажную систему. Тогда же была построена поливочная станция за чертой поселения для мелиоративного орошения полей, засеянных кормовыми культурами для соседнего села Яноши (Ивановка) с забором воды из большого мелиоративного канала. В хуторе Чикош-Горонда для специалистов филиала Закарпатской облплемстанции был построен современный многоквартирный жилой дом со всеми удобствами, который до сих пор является единственным двухэтажным зданием села. А также местные жители начали строить собственные дома.
Однако в начале 80-х была проведена реорганизация этого племзавода и животноводческие фермы Чикош-Горонды, специализирующиеся уже только на свиноводстве и овцеводстве, перешли в распоряжение Закарпатской облплемстанции, главная контора которой до сих пор находится в начале города Мукачево возле бывшего военного аэродрома. Работа перестала быть доходной, люди стали выезжать на постоянное место жительства в соседние села и в город, оставляя брошенными дома, которые приходя в запустение, скоро начали разваливаться и были снесены с целью безопасности. Школа, медпункт, библиотека и клуб — все было закрыто, однако в здании бывшей школы медпункт снова заработал и клуб также начал свою новую жизнь, но вскоре снова были закрыты и помещение арендовали местные охотники, превратив это здание в охотничий дом для своего отдыха во время охотничьего сезона.
В тяжелые времена первых лет украинской независимости, хозяйство полностью стало нерентабельным, количество поголовья уменьшилось, штаты работников были существенно сокращены, контора племстанции была перенесена из поместья Шенборнов в Мукачево. Здание было разобрано до основания местными делками и вывезен весь материал, а на территории самой большой фермы остались документы и материалы зоотехнической службы и весь учёт производился там. Но, когда в начале 2000-х случился сильный ураган и оцинкованную крышу фермы свернуло в рулон до половины здания, которое впоследствии так и не отремонтировали, а разобрали до основания, приборы и документацию вывезли в Мукачево, а оставшихся животных перевели в пристройку из дерева.
В настоящее время в селе Чикош-Горонда осталось всего несколько домов, из них: два частных дома, одна двухэтажка и два дома старой постройки, в которых живут люди, работающие на оставшихся подразделениях филиала племстанции и в близлежащей психиатрической больнице, созданной в начале 90-х на месте бывшей воинской части в 3 км от села Чикош в лесу, поворотом куда служит перекресток на изгибе той самой дороги, идущей в горизонт, а также на фермерских хозяйствах села Яноши.